# عبد الكريم بن عبد الرحيم القادري
عبد الكريم بن عبد الرحيم القادري علم من أعلام التصوف في العراق العثماني 

## نسبه
عبد الكريم بن عبد الرحيم بن خميس بن ولي الدين القادري بن عثمان بن يحيى بن حسام الدين الكيلاني النقيب بن نور الدين بن ولي الدين بن
زين الدين القادري بن شرف الدين بن شمس الدين محمد بن نور الدين علي بن عز الدين حسين بن شمس الدين محمد الأكحل بن حسام الدين شرشيق بن جمال الدين محمد الهتاك بن عبد العزيز بن الشيخ عبد القادر الجيلاني  بن موسى الثالث بن عبد الله الجيلي بن يحيى الزاهد بن محمد المدني بن داود أمير مكة بن موسى الثاني بن عبد الله الصالح بن موسى الجون بن عبد الله المحض بن الحسن المثنى بن الحسن المجتبى بن علي بن أبي طالب.

## حياته
وهو رجل مسلم عربي حفيد ولي الدين القادري و عبد القادر الجيلاني ولد في بغداد ونشأ وتربى فيها، وأصلهُ من مدينة بغداد في العراق، حيث قدم جده الأعلى زين الدين القادري لبغداد مع الحملة التي جاء بها السلطان العثماني سليمان القانوني، عام1048هـ/1638م، والتي أنهت حكم الدولة الصفوية في العراق، وأستقر جده في بغداد بعد أن وضعت الحرب أوزارها.
ولقد أنهى عبد الكريم دراسته الأولية في كتاتيب بغداد ثم أكمل دراسته على مشايخ عصره في بغداد وبات شيخا معروفا من مشايخ الطريقة القادرية.
وكان لهُ مجلسا علميا يقيمه في دارهِ الواقعة في محلة (باب الشيخ) وكان يرتادهُ أعيان البلد، والقادة والعلماء، وكان عبد الكريم أديباً ورعاً تقياً، أستقر به المطاف في قرية الصباغية، حيث ضريح جده ولي الدين القادري ، وتمت توليته على أوقاف جده هذا بموجب كتاب من مراد القادري نقيب أشراف بغداد، وكانت برفقته زوجته الحاجة «معروفة بنت عثمان القادرية» والتي أصطحبها معه إلى الحج، وشاء القدر أن توفيه المنية في المدينة المنورة.
كانت له رحلات علمية إلى عدة بلدان شرقا وغربا، أسطنبول ودمشق ودلهي وكابول والقاهرة ومكة والمدينة والمنورة وعرف بعلاقته الوطيدة بالعارف بالله بهاء الدين الرواس.
وترك عبد الكريم من بعدهِ ولد واحد اسمه أحمد الحجية أفندي وله منه ثلاثة أحفاد هم جاسم، وخميس، وياسين.
نسبة إلى جدهم السيد أحمد الحجية ابن عبد الكريم بن عبد الرحيم بن خميس بن الامام ولي الديــن محمد بن عثمان القادري الكيلاني وامه (الحاجة) العلوية معروفة بنت عثمان القادري، شقيقة مراد نقيب اشراف بغداد زمن والي بغداد داود باشا 1238 هج بن عثمان بن مراد بن عبد القادر بن محمد درويش بن حسام الدين القادري البغدادي، وهي عمة والد رشيد عالي الكيلاني بن عبد الوهاب بن مراد بن عثمان القادري الكيلاني، رئيس وزراء العراق في العهد الملكي سنة 1941 قائد ثورة رشيد عالي الكيلاني .
واكتسب أحمد بن عبد الكريم القادري، لقبه (ابن الحجية) نسبة إلى والدته الحاجة العلوية، حيث سافر ووالديه إلى الديار المقدسة، في مكة والمدينة واستقروا في المدينة، ردحا من الزمن وكان السيد عبد الكريم القادري، قد استملك، دارا هناك، وعند وفاته في المدينة دفن فيها، فقامت زوجته وابنها الصغير أحمد، بالعودة إلى العراق.
ويروي السيد جاسم بن أحمد بن عبد الكريم القادري، انه في عام 1942 م، ارسلت السفارة السعودية ببغداد، اليه واخيه خميس وابن اخيه طه، باعتبارهم ورثة (عبد الكريم القادري)للسفر إلى المملكة، لبيع ملكهم، ضمن خطة توسعة المسجد النبوي الشريف، ولكن السادة المذكورين، اثروا التنازل، تبرعا، للمسجد الشريف، وهذه رواية متواترة عند احفاد الامام ولي الدين القادري ، وان السيد جاسم بن أحمد الحجية الكيلاني، كان من المقربين لرشيد عالي الكيلاني والمشاركين في ثورته الوطنية ولقد ورد ذكره في سيرة الأخير وكلهم احفاد الشيخ الامام عبد القادر الجيلاني.

## سند أجازته
عبد الكريم عن شيخه ووالده عبد الرحيم عن شيخه ووالده خميس عن شيخه ووالده ولي الدين محمد القادري عن شيخه ووالده السيد عثمان القادري وعن شيخه وعمه أبو بكر القادري عن شيخهما ووالدهما، السيد يحيى القادري عن شيخه ووالده السيد حسام الدين القادري عن شيخه ووالده السيد نور الدين القادري عن شيخه ووالده السيدولي الدين القادري عن شيخه ووالده السيد زين الدين الكبيرالقادري عن شيخه ووالده السيد شرف الدين القادري عن شيخه ووالده السيد شمس الدين القادري عن شيخه ووالده السيد محمد الهتاك عن شيخه ووالده السيد عبد العزيز القادري عن شيخه ووالده سلطان الأولياء والعارفين السيد الشيخ عبد القادر الجيلاني عن القاضي الشيخ أبو سعيد المبارك المخزومي عن الشيخ علي الحكاري عن الشيخ أبو فرج الطوسي عن الشيخ أبو بكر الشبلي عن الشيخ عبد الواحد التميمي عن شيخ الطائفتين الشيخ الجنيد عن خاله السري السقطي عن الشيخ معروف الكرخي عن الشيخ داود الطائي عن الشيخ حبيب العجمي عن الشيخ التابعي الحسن البصري عن أمير المؤمنين علي بن أبي طالب.

## وفاته
توفي عبد الكريم أفندي عام 1235 هـ/1819م، في المدينة المنورة وشيع في موكب مهيب حضرهُ أعيان البلد، ودفن فيها.

## ومن أولاده وأحفاده
وترك عبد الكريم من بعدهِ ولد واحد اسمه أحمد الحجية أفندي وله منه ثلاثة أحفاد هم جاسم، وخميس، وياسين.
نسبة إلى جدهم السيد أحمد الحجية ابن عبد الكريم بن عبد الرحيم بن خميس بن الامام ولي الديــن محمد بن عثمان القادري الكيلاني وامه (الحاجة) العلوية معروفة بنت عثمان القادري، شقيقة مراد نقيب اشراف بغداد زمن والي بغداد داود باشا 1238 هج بن عثمان بن مراد بن عبد القادر بن محمد درويش بن حسام الدين القادري البغدادي، وهي عمة والد رشيد عالي الكيلاني بن عبد الوهاب بن مراد بن عثمان القادري الكيلاني، رئيس وزراء العراق في العهد الملكي سنة 1941 قائد ثورة رشيد عالي الكيلاني .
واكتسب أحمد بن عبد الكريم القادري، لقبه (ابن الحجية) نسبة إلى والدته الحاجة العلوية، حيث سافر ووالديه إلى الديار المقدسة، في مكة والمدينة واستقروا في المدينة، ردحا من الزمن وكان السيد عبد الكريم القادري، قد استملك، دارا هناك، وعند وفاته في المدينة دفن فيها، فقامت زوجته وابنها الصغير أحمد، بالعودة إلى العراق.
ويروي السيد جاسم بن أحمد بن عبد الكريم القادري، انه في عام 1942 م، ارسلت السفارة السعودية ببغداد، اليه واخيه خميس وابن اخيه طه، باعتبارهم ورثة (عبد الكريم القادري)للسفر إلى المملكة، لبيع ملكهم، ضمن خطة توسعة المسجد النبوي الشريف، ولكن السادة المذكورين، اثروا التنازل، تبرعا، للمسجد الشريف، وهذه رواية متواترة عند احفاد الامام ولي الدين القادري ، وان السيد جاسم بن أحمد الحجية الكيلاني، كان من المقربين لرشيد عالي الكيلاني والمشاركين في ثورته الوطنية ولقد ورد ذكره في سيرة الأخير وكلهم احفاد الشيخ الامام عبد القادر الجيلاني.